# Edge-On-Galaxie
Eine Spiralgalaxie wird als edge-on (engl.) bezeichnet, wenn sie in Bezug auf unsere Blickrichtung eine hohe Schräglage aufweist (Inklination, im Extremfall 90°) und deshalb „von der Seite“ gesehen wird. Astronomen können bei Edge-On-Galaxien zwar die Spiralmorphologie nicht oder nur sehr eingeschränkt studieren, dafür ist aber die Bestimmung von Rotationskurven möglich. Das Gegenteil von Edge-On-Galaxien sind Face-On-Galaxien, welche in Aufsicht gesehen werden.
Ein spezieller Fall einer Galaxie, die edge-on erscheint, ist die Milchstraße. Aufgrund der Position der Erde nahe der galaktischen Ebene erscheint die Galaxis in der Seitenansicht als helles Band. Da die Erde Teil der Milchstraße ist, erstreckt sich dieses Band zudem über das ganze Firmament.

Beispiele für Edge-On-Galaxien
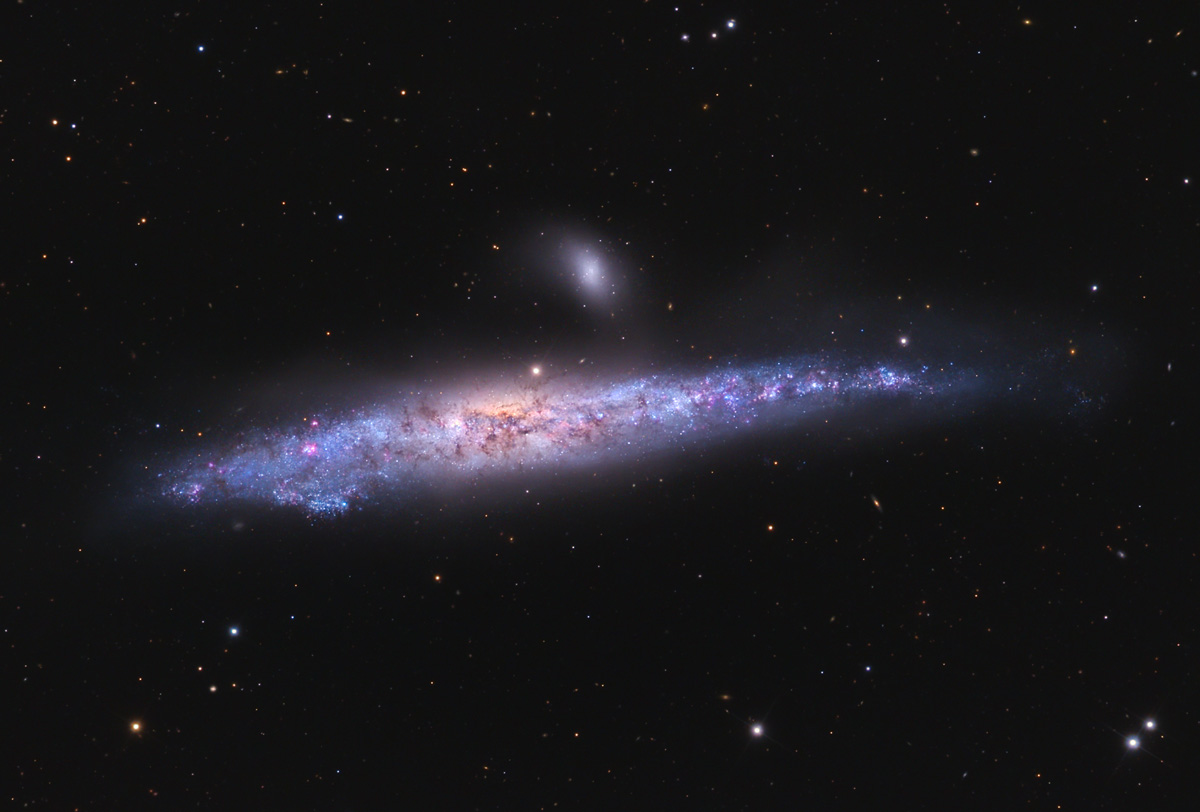
Walgalaxie
Sombrerogalaxie
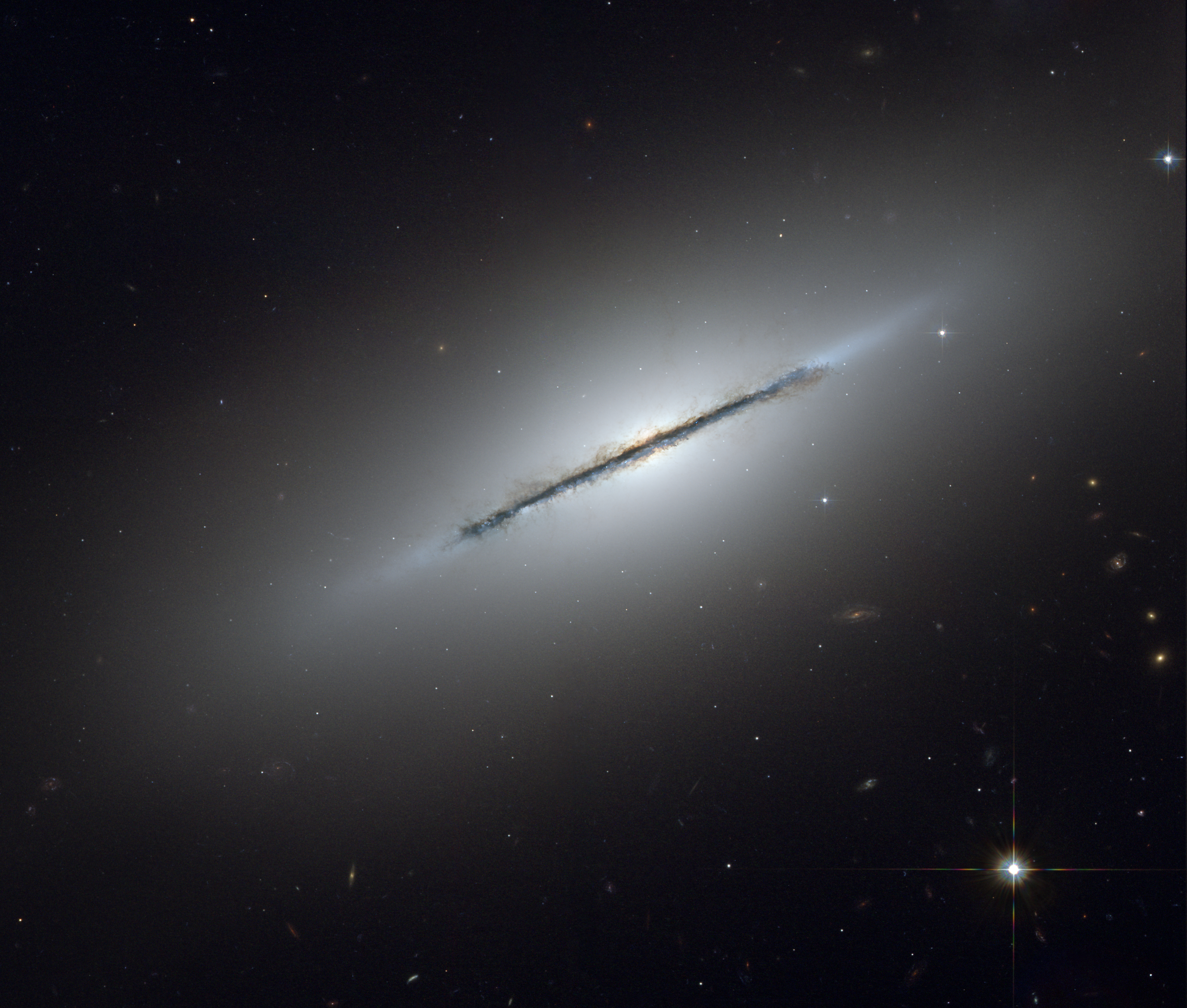
Messier 102
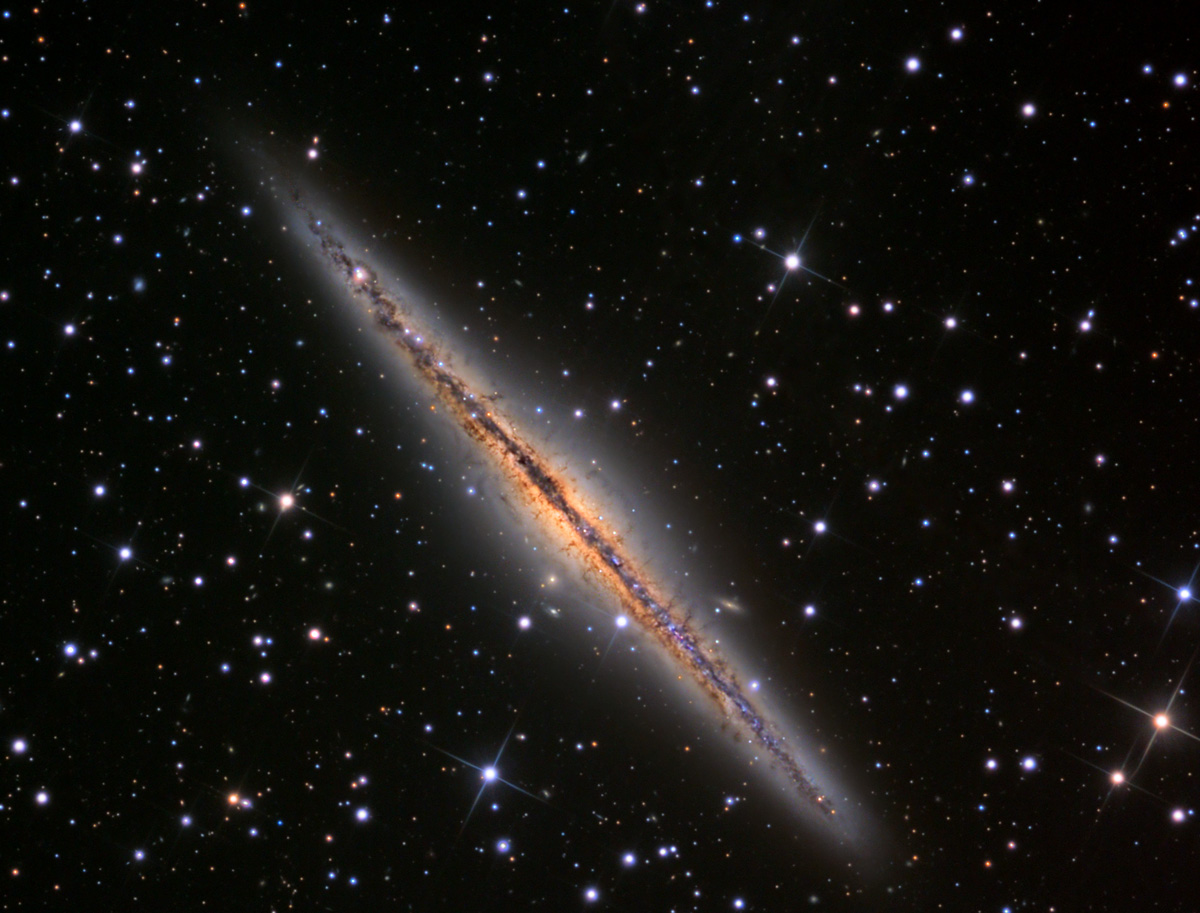
NGC 891
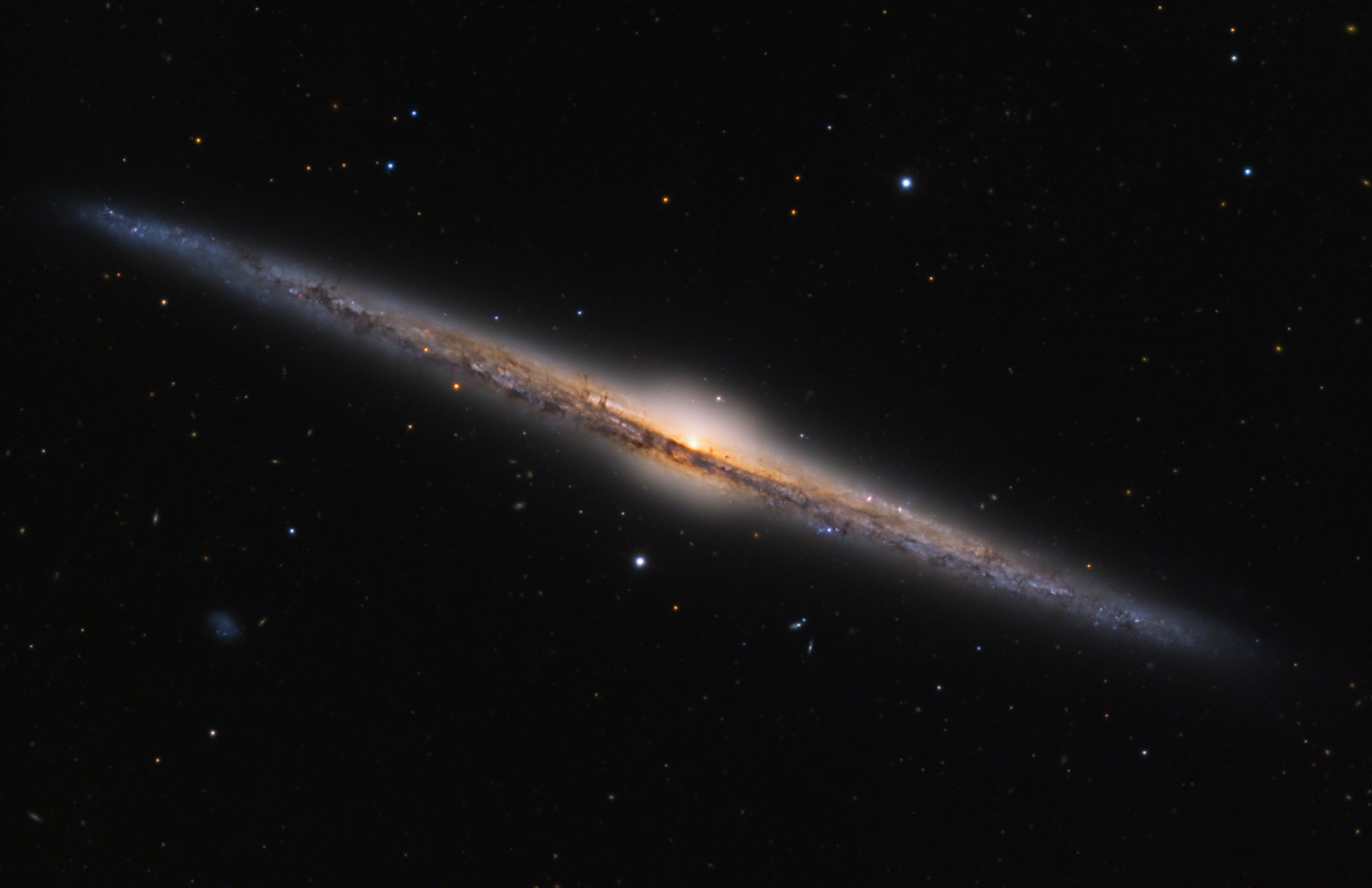
NGC 4565